# Apinya Sakuljaroensuk
Apinya Sakuljaroensuk (Bangkok, 27 de mayo de 1990) es una actriz tailandesa de cine y televisión.

## Carrera
Debutó en el cine cuando era una niña en la película Ploy, dirigida por Pen-Ek Ratanaruang. La película se estrenó en el Festival Internacional de Cine de Cannes en 2007. Por la misma película, Apinya fue nombrada mejor actriz de reparto en los premios "Suphannahong National Film Awards" y "Asian Film Awards". Después de Ploy, la actriz participó en muchas películas. En el año 2008 protagonizó la película de terror 4bia. Actuó junto a Mario Maurer en la película dramática Friendship y coprotagonizó la clásica secuela de comedia Boonchoo 9. En 2012 protagonizó la cinta de terror 3 A.M.

## Filmografía
- 2007: Ploy
- 2008: 4bia
- 2008: Boonchu 9
- 2008: Friendship
- 2008: 4 Romance
- 2009: Haunting Me 2
- 2009: After School
- 2009: Same Same But Different
- 2009: 32 December Love Error
- 2010: Sudkate Salateped
- 2010: The Intruder
- 2010: Three Dimensional
- 2011: Sammidti
- 2011: Friday Killers
- 2011: Thanks for Love Together
- 2011: Love Julinsee
- 2011: Bangkok Sweety
- 2011: I Carried you Home
- 2012: 3 AM
- 2012: I Miss You
- 2013: Project Hashima
- 2016: By the Time It Gets Dark